# Volta a Portugal de 1964
A 27ª edição da Volta a Portugal em Bicicleta ("Volta 64") decorreu entre os dias 14 e 30 de Agosto de 1964. Composta por 20 etapas, num total de 2.355 km.

## Equipas
Participaram 101 corredores de 14 equipas:
- Académico
- Águias de Alpiarça
- Benfica
- Cedemi
- FC Porto
- Flândria-Romeo
- Gin. Baixa da Banheira
- Gin. Tavira
- Green Fish
- Louletano
- Ovarense
- Recreio de Águeda
- Sangalhos
- Sporting

## Etapas
| Nº        | Dia          | Etapa                                                  | km  | Vencedor da etapa                                           | Camisola amarela                  |
| --------- | ------------ | ------------------------------------------------------ | --- | ----------------------------------------------------------- | --------------------------------- |
| 1ª etapa  | 14 de Agosto | Circuito das Antas (C/R por equipas)                   | 9   | Benfica                                                     | Peixoto Alves (Benfica)           |
| 2ª etapa  | 15 de Agosto | Circuito de Vila do Conde                              | 36  | Julien Haelterman (Flândria-Romeo)                          | Florêncio Silva (Benfica)         |
| 3ª etapa  | 16 de Agosto | Viana do Castelo1 - Fafe                               | 172 | Agostinho Correia (Águias de Alpiarça)                      | Lionel Van Damme (Flândria-Romeo) |
| 4ª etapa  | 17 de Agosto | Fafe - Viseu                                           | 218 | Alberto de Carvalho (Académico)                             | Lionel Van Damme (Flândria-Romeo) |
| 5ª etapa  | 18 de Agosto | Viseu - Castelo Branco                                 | 194 | Gomez Del Moral (Green Fish)                                | Lionel Van Damme (Flândria-Romeo) |
| 6ª etapa  | 19 de Agosto | Castelo Branco - Portalegre (C/R individual)           | 70  | Frans Brands (Flândria-Romeo)                               | Lionel Van Damme (Flândria-Romeo) |
| 7ª etapa  | 20 de Agosto | Portalegre - Beja                                      | 209 | Joaquim Leão (FC Porto)                                     | Alberto de Carvalho (Académico)   |
| 8ª etapa  | 21 de Agosto | Beja - Tavira                                          | 151 | João Brito (Águias de Alpiarça)                             | Alberto de Carvalho (Académico)   |
| 9ª etapa  | 22 de Agosto | Pista de Tavira                                        | 8   | João Brito (Águias de Alpiarça) / Luís Birrento (Sporting)2 | Alberto de Carvalho (Académico)   |
| 10ª etapa | 22 de Agosto | Circuito de Loulé                                      | 5   | Georges Van Der Berghe (Flândria-Romeo)                     | Alberto de Carvalho (Académico)   |
| 11ª etapa | 23 de Agosto | Loulé - Santiago do Cacém                              | 200 | Jan Boonen (Flândria-Romeo)                                 | Alberto de Carvalho (Académico)   |
| 12ª etapa | 24 de Agosto | Santiago do Cacém - Santiago do Cacém (C/R individual) | 58  | Frans Brands (Flândria-Romeo)                               | Alberto de Carvalho (Académico)   |
| 13ª etapa | 25 de Agosto | Santiago do Cacém - Lisboa                             | 172 | Vítor Tenazinha (Louletano)                                 | Alberto de Carvalho (Académico)   |
| 14ª etapa | 25 de Agosto | Circuito de Alvalade                                   | 9   | João Rosa (Sporting)                                        | Alberto de Carvalho (Académico)   |
| 15ª etapa | 26 de Agosto | Lisboa - Vila Nova de Ourém                            | 163 | Georges Van Der Berghe (Flândria-Romeo)                     | Alberto de Carvalho (Académico)   |
| 16ª etapa | 27 de Agosto | Vila Nova de Ourém - Águeda                            | 159 | Ernesto Coelho (FC Porto)                                   | Alberto de Carvalho (Académico)   |
| 17ª etapa | 27 de Agosto | Pista de Sangalhos                                     | 5   | Georges Van Der Berghe (Flândria-Romeo)                     | Alberto de Carvalho (Académico)   |
| 18ª etapa | 28 de Agosto | Curia - Cartaxo                                        | 214 | Georges Van Der Berghe (Flândria-Romeo)                     | Joaquim Leão (FC Porto)           |
| 19ª etapa | 29 de Agosto | Cartaxo - Malveira                                     | 148 | João Centeio (Águias de Alpiarça)                           | Joaquim Leão (FC Porto)           |
| 20ª etapa | 30 de Agosto | Malveira - Lisboa                                      | 154 | Walter Boucquet (Flândria-Romeo)                            | Joaquim Leão (FC Porto)           |

1 A partida estava programada para Vila do Conde mas a organização decidiu neutralizar 44 km.
2 Os dois ciclistas terminaram a etapa em absoluta igualdade, com a organização a dar a vitória a ambos.

## Classificações Finais

### Geral individual
| Lugar | Nome                | Nacionalidade | Equipa         | Tempo       |
| ----- | ------------------- | ------------- | -------------- | ----------- |
| 01º   | Joaquim Leão        | Portugal      | FC Porto       | 61h 13' 24" |
| 02º   | Jorge Corvo         | Portugal      | Gin. Tavira    | + 44"       |
| 03º   | João Roque          | Portugal      | Sporting       | + 3' 22"    |
| 04º   | Alberto de Carvalho | Portugal      | Académico      | + 3' 38"    |
| 05º   | Sousa Cardoso       | Portugal      | FC Porto       | + 4' 31"    |
| 06º   | Mário Silva         | Portugal      | FC Porto       | + 4' 48"    |
| 07º   | Frans Brands        | Bélgica       | Flândria-Romeo | + 5' 52"    |
| 08º   | Lionel Van Damme    | Bélgica       | Flândria-Romeo | + 5' 57"    |
| 09º   | Antonino Baptista   | Portugal      | Sangalhos      | + 8' 49"    |
| 10º   | Laurentino Mendes   | Portugal      | Ovarense       | + 10' 30"   |

### Geral por equipas
| Lugar | Equipa         | Tempo        |
| ----- | -------------- | ------------ |
| 1º    | FC Porto       | 183h 30' 50" |
| 2º    | Flândria-Romeo | + 18' 58"    |
| 3º    | Ovarense       | + 30' 24"    |

### Geral por Pontos
| Lugar | Nome                   | Equipa         | Pontos |
| ----- | ---------------------- | -------------- | ------ |
| 1º    | Georges Van Der Berghe | Flândria-Romeo | 107    |
| 2º    | Manuel da Costa        | Ovarense       | 48     |
| 3º    | Jan Boonen             | Flândria-Romeo | 47,5   |

### Geral da Montanha
| Lugar | Nome              | Equipa      | Pontos |
| ----- | ----------------- | ----------- | ------ |
| 1º    | Sérgio Páscoa     | Gin. Tavira | 44     |
| 2º    | Manuel da Costa   | Ovarense    | 30     |
| 3º    | Laurentino Mendes | Ovarense    | 22     |

## Ciclistas
Partiram: 101; Desistiram: 41; Terminaram: 60.
Media: 39,404 Km/h.